# یواس‌اس مکدوناگ (دی‌دی‌جی-۳۹)
یواس‌اس مکدوناگ (دی‌دی‌جی-۳۹) (به انگلیسی: USS Macdonough (DDG-39)) یک کشتی بود که طول آن ۵۱۲٫۵ فوت (۱۵۶٫۲ متر) بود. این کشتی در سال ۱۹۵۹ ساخته شد.